# Bamboo Grove
Bamboo Grove es una localidad de Trinidad y Tobago, que forma parte de las regiones de San Juan-Laventille y Tunapuna-Piarco.

## Geografía
La localidad abarca parte de la isla Trinidad y limita al norte con Mt. Lambert y Valsayn (localidad perteneciente a la región de Tunapuna-Piarco), al sur con Bejucal, al este con Real Springs (localidad perteneciente a la región de Tunapuna-Piarco) y al oeste con El Socorro Extension.

## Demografía
Datos demográficos de la localidad de Bamboo Grove:
| Gráfica de evolución demográfica de Bamboo Grove entre 2000 y 2011 |
|                                                                    |